# Choucador de Burchell
Lamprotornis australis
Espèce
Statut de conservation UICN

 LC  : Préoccupation mineure
Le choucador de Burchell (Lamprotornis australis) est une espèce de passereaux de la famille  des Sturnidae.
Le nom de cet oiseau rend hommage au naturaliste britannique William John Burchell.

## Répartition
Cet oiseau peuple notamment le désert du Kalahari.